# 李景谌
李景諶（?—?），唐朝大臣，在唐睿宗第一次在位、武则天临朝期间，684年担任宰相（同鳳閣鸞臺平章事）。
李景諶任宰相之前的经历几乎没有记载，《旧唐书》和《新唐书》一般有宰相的传，却都没有他的传。684年九月，李景諶时任鳳閣舍人（中书舍人），当时英国公李敬业反对睿宗的母亲武则天临朝称制在扬州造反，宰相裴炎说太后将权力交给皇帝，叛乱自然平定。李景諶证明裴炎必定谋反。结果，武则天以裴炎勾结李敬业谋反之罪，将他处死。李景諶被太后武则天任命为同鳳閣鸞臺平章事，成为宰相。仅仅十天之后，李景谌罢相，为司賓少卿。之后史书没有了李景谌的记载。